# Хируршка анастомоза
Хируршка анастомоза је операцијом (хируршким захватом), настао спој који има за циљ да изврши спајање између два цеволика или врећаста органа, било да су то крвни судови, једњак, желудац, жучни путеви, црева, мокраћовод итд. Сврха таквих интервенција је побољшање снабдевања крвљу или одвођење садржаја из одређених органа и ткива у неким васкуларним, цревним или уринарним болестима. У дигестивном или уринарном тракту анастомоза врши премошћавање (заобиласком) хируршки одстрањеног дела, стварајући проходност цевастом органу за несметан пролаз његов садржај (хране или мокраће) после ресекције (исецања) његовог оболелог дела.

## Начин извођења хируршке анастомозе
Према начину извођења хируршка анастомоза може бити:
Термотерминална (завршно-завршна анастомоза)
У овој анастомози крај једног органа (његовог пресека) спаја се са крајем (пресеком) другог органа.
Терминолатерлна (завршно-бочна анастомоза)
У овој анастомози се крај једног ушива са бочне стране другог органа.
Латеролатерална (бочно-бочна анастомоза)
У овој анастомози се бочно (са стране) врши пришивање и спајање два органа, које се може обавити једним од следећих облика анастомозе;
- изоперисталтичка (једносмерна анстомоза) – нако које се садржај кроз анастомозиране органе креће само одвођењем
- анизоперисталтичнка (супротносмерна анастомоза) – након које садржај долази до анастомозе у доводном смеру, а затим се из ње креће даље у супротном (антиперисталтичком) смеру.

## Индикације за хируршку анастомозу
Индикације за хируршку анастомозу могу бити:
- Заобилажење неуклоњених препрека које ограничавају проходност шупљих органа (сужења-стенозе или механички притисак туморозних маса)
- Намерно пролазно или трајно стављање неког болесног органа у стање мировања док се не створе повољније прилике за каснијији радикални захват
- Поновно успостављање континуитета између оперативно пресечених органа.

## Контраиндикације
Ако су пацијентова ткива упаљена због инфекције или болести, хирург ће одложити интервенцију до санације инфекције. Ово се понекад дешава након ресекције црева. Када се црева не могу поново повезати током исте операције, хирург уместо тога прави стому (којом преусмерава црева ка новом отвору у трбуху) на који се причвршћује врећица за стому.

## Врсте хируршких анастомоза

### Анастомоза једњака
Анастомозе једњака које се примењују у хирургији су:
- анастомоза крај са крајем (терминално-терминална), у којој се спајање врши колоном (дебелим цревом)
- анастомоза крај са страном (терминално-бочна), у којој се спајање једњака врши са танким цревом или желуцем
- анастомоза страна са крајем (бочно-терминална), најчешће се изводи код високих анастомоза (хипофаринкса-доњи део ждрела)

### Анастомоза између црева и желуца
Анастомоза између црева и желуца или гастројејуностомија је једна од најважнијих процедура у хирургији рака желуца. Ова анастомоза између различитих делова желуца и црева је основна техничка компонента у свим гастроинтестиналним процедурама. 
Како се овом методом могу да се заобиђу делови  гастроинтестиналног тракта, ова техника се користи у  многим процедурама за мршављење, које захтевају нову анастомозу.
Гастројејуностомија једнослојном техником ручног шивања је безбедна без озбиљних компликација у поређењу са техником двослојног шава. Штавише, време рада је мање и цена је мања у једнослојној методи.

### Анастомоза између црева
Анастомоза између црева или интестинална анастомоза је хируршка процедура која се изводи да би се успоставила комуникација између два раније удаљена дела црева. Ова процедура враћа континуитет црева након уклањања патолошког стања које утиче на функцију црева.

#### Индикације
Индикације за интестиналну анастомозу могу се широко поделити у следеће категорије:

##### Обнављање континуитета црева након ресекције болесног црева
Ресекција оболелог црева се изводи у следећим условима:
- Гангрена црева због васкуларног компромиса узрокованог мезентеричном васкуларном болешћу, продуженом опструкцијом црева, инвасусцепцијама или волвулусом
- Малигнитет
- Бенигна стања (нпр. полипи црева, интусусцепција, инфестација округлим црвима са опструкцијом црева)
- Инфекције (нпр. туберкулоза компликована стриктуром или перфорацијом)
- Трауматске перфорације
- Велике перфорације (трауматске) које нису подложне примарном затварању
- Радијацијски ентеритис компликован крварењем, стриктуром или перфорацијом
- Инфламаторна болест црева, улцерозни колитис или Кронова болест која је отпорна на медицинску терапију или повезана са компликацијама (нпр. крварење, перфорација, токсични мегаколон, дисплазија/карцином)
- Хронична констипација, идиопатска спора транзитна констипација или Хирсцхспрунгова болест: Субтотална колектомија се може извести када је болест отпорна на медицинску терапију

##### Бајпас нересектабилног болесног црева
Бајпас нересектабилног болесног црева се изводи у следећим условима:
- Локално узнапредовали тумор који узрокује опструкцију лумена црева
- Метастатска болест која узрокује опструкцију црева
- Лоше опште стање или стање које спречава велику ресекцију

##### Педијатријска стања са болесним цревом
Педијатријска стања за која може бити потребна цревна анастомоза укључују следеће:
- Конгениталне аномалије (нпр. Мекелов дивертикулум, интестинална атрезија, малротација са волвулусом која доводи до гангрене, меконијумски илеус, дупликацијске цисте, Хиршпрунгова болест)
- Инфламаторна стања (нпр. некротизирајући ентеритис, ентероколитис, туберкулоза, ентерична перфорација)
- Друга стања (нпр. интусусцепција, ангиодисплазија, полипоидна болест, аскариаза)
- Као део других хируршких захвата (нпр. Касаи портоентеростомија, холедохална циста, уринарне скретање, неоплазме панкреаса)

#### Контраиндикације
Контраиндикације за интестиналну анастомозу укључују стања у којима постоји висок ризик од цурења анастомозе, као што су следеће:
- тешка сепса
- лош статус ухрањености (нпр. тешка хипоалбуминемија)
- дисеминовани малигнитет (вишеструке перитонеалне и серозне наслаге, асцитес)
- сјмња на виабилност црева
- фекална контаминација или отворени перитонитис
- нездраво стање црева - искључује примарну анастомозу

### Анастомоза крвних судова
Значајан напредак у познавању основних етиопатогенетских фактора и патофизиолошких процеса одговорних за настанак и развој исхемијских болести; мозга, срца, плућа, јетре бубрега, удова, узрокованих васкуларнихм поремећајима, отворио је нове хоризонте за планирање и увођење различитих терапијских стратегија за збрињавање ових најсложенијег поремећаја у хуманој медицини. 
У том контексту, након свеобухватног сагледавања етиолошких фактора, патогенезе и кључних поремећаја везаних за исхемијске болести, у одређеним строго селекционисаних болесника са овим клиничким ентитетом, своје место у њиховом лечењу је нашла и примена хируршких анастомоза у различитим модалитетима. 
Последњих неколико година сведоци смо повећаног интересовање за примену оперативног премошћавања крвних судобва уз примену природног или вештачког материјала. Захваљујући анастомозом успостављеној циркулацији у исхемијом угроженом органу проток крви се лакше обавља. Тако успостављена циркулација у већем обиму доводи крв у предео оштећеног артериског крвног суда и на тај начин оболео крвни суд и орган који он исхрањује спасава од изумирања.

### Анастомоза жучне кесе и жучних путева
Доброћудне (бенигне) опструктивне болести (ДОБ) жучних путева су најчешћа група жучних болести, после каменца у жучној кеси. Спречено или смањено отицање жучи у дуоденум, посебно онај који дуго траје, изазива појаву механичког опструктивног синдрома, са са свим последицама које из тога произилазе (пре свега холестаза) што намеће потребу његов третман (хируршки или ендоскопски).
Хирургија ДОБ је веома разнолика, а једна од њених врста је билиодигестивна анастомозе (БДА), које представљају оперативно формирану комуникацију између билијарног стабла и гастроинтестинални систем, како би се билијарни садржај адекватно дренирао у дуоденум, односно танко црево.
Анастомозе холедохоцистикуса са желуцем су одавно напуштене (велики гастрични рефлукс у жуч путеви с једне стране и корозивно дејство жучних соли на слузницу желуца с друге).
Данас се користе две врсте БДА:
а) термо-латерална (Т-Л или „крај на страну“) или латеро-латералне (Л-Л или "страна на страну") хепатикохоледохо-јејуналне анастомозе (ХЈА),
б) хепатикохоледохо-дуоденалне анастомозе (ХДА), које такође могу бити Т-Л, Л-Л тип).
Једна од предности БДА је холедоходуодена анастомоза (ХДА), коју карактерише брзина, једноставна техника и мали губитак крви, што је чини корисномм, посебно код старијих особа као и пацијенти било ког узраста, са високим оперативним ризиком. 

#### Индикације
ХДА има примену код:
- дисталних бенигних опструкција (папиларна стеноза, хронични панкреатитис, калкулоза)
- код вишеструког, рекурентног, резидуалног или интрахепатичног каменца,
- након неуспешних ендоскопских процедура,  или у случају када нису доступне.

#### Компликације
Ова анастомоза је повезана са одређеним процентом компликација, првенствено због холангитиса и синдрома "слепог пања" дисталног холедоха, као последица настанка дуоденално-билијарног рефлукса, који може постојати након стварања ХДА.